# Оркни
Оркни или Оркнейски острови (на английски: Orkney Islands) е архипелаг в състава на Великобритания, разположен северно от Шотландия. В състава му влизат около 20 обитаеми и 50 съвсем малки необитаеми острови. Обща площ 963 km². Най-голям е Мейнланд (523,25 km²), деветият по големина остров сред Британските острови. Други по-големи са Хой, Раузи, Саут Роналдсей, Уестрей, Стронсей, Сандей, Шапинсей, Идей и Норд Роналдсей. Изградени са предимно от девонски пясъчници, препокрити с плейстоценски ледникови наслаги. Климатът е умерен, морски с годишна сума на валежите 700 – 800 mm. Заети са от мочурища, малки и ниски горички (основно бреза), пасища и торфища. Има много малки езера. Основен поминък на населението са риболов (треска, селда) и овцевъдство. Тук се намира военноморска база Скапа Флоу (на южния бряг на остров Мейнланд). Главни населени места са Къркуол (Kirkwall) и Стромнес (Stromness). Оркни е една от 32-те области в Шотландия.